# 1956年アルゼンチングランプリ
1956年アルゼンチングランプリ (1956 Argentine Grand Prix) は、1956年のF1世界選手権第1戦（開幕戦）として、1956年1月22日にブエノスアイレス・サーキットで開催された。

## レース概要
メルセデスが前年をもって撤退したため、ファン・マヌエル・ファンジオはフェラーリへ、スターリング・モスはマセラティへそれぞれ移籍した。フェラーリはエースのファンジオの他、エウジェニオ・カステロッティとルイジ・ムッソのイタリアの若手2人とイギリス人のピーター・コリンズが抜擢された。マシンは前年にランチアから譲渡されたD50を改造した「ランチア・フェラーリ D50」が主力となった。当レースのグリッドは全てイタリアのマシン（フェラーリとマセラティ）が占めることになった。フェラーリとマセラティは5台をエントリーさせた。残りの3台はマセラティのプライベーター2チームで、オーウェン・レーシング・オーガニゼーション（BRM）はマイク・ホーソーンを起用した。
予選はフェラーリ勢が上位3位までを占め、ポールポジションを獲得したファンジオは2位のカステロッティに2.2秒の差を付けた。しかし、決勝のスタートではマセラティのカルロス・メンディテギーとモスがリードし、ファンジオは燃料ポンプのトラブルでリタイアとなってしまった。ファンジオは29周目にムッソと交代して再び5位に上がりジャン・ベーラをパスするが、スピンを喫してベーラに抜かれてしまった。40周目から43周目にかけて上位陣にトラブルが発生する。3位カステロッティのギアボックスが壊れ、メンディテギーはドライブシャフトが破損、首位モスのエンジンからは白煙が吹き出し始めた。再びベーラを抜いたファンジオは66周目に手負いのモスをパスしてトップに立ち、3年連続で母国レースを制した。マセラティのチームマネージャーは、ファンジオがスピンした際に押しがけスタートしたと抗議したが、スチュワードとFIAによって却下された。

## エントリーリスト
| No.     | ドライバー                                | エントラント                               | コンストラクター | シャシー | エンジン                   | タイヤ |
| ------- | ----------------------------------------- | ------------------------------------------ | ---------------- | -------- | -------------------------- | ------ |
| 2       | スターリング・モス                        | オフィシーネ・アルフィエリ・マセラティ     | マセラティ       | 250F     | マセラティ 250F1 2.5L L6   | P      |
| 4       | ジャン・ベーラ                            | オフィシーネ・アルフィエリ・マセラティ     | マセラティ       | 250F     | マセラティ 250F1 2.5L L6   | P      |
| 6       | カルロス・メンディテギー                  | オフィシーネ・アルフィエリ・マセラティ     | マセラティ       | 250F     | マセラティ 250F1 2.5L L6   | P      |
| 8       | ルイジ・ピオッティ                        | ルイジ・ピオッティ                         | マセラティ       | 250F     | マセラティ 250F1 2.5L L6   | P      |
| 10      | チコ・ランディ ジェリーノ・ジェリーニ 1   | オフィシーネ・アルフィエリ・マセラティ     | マセラティ       | 250F     | マセラティ 250F1 2.5L L6   | P      |
| 12      | ホセ・フロイラン・ゴンザレス              | オフィシーネ・アルフィエリ・マセラティ     | マセラティ       | 250F     | マセラティ 250F1 2.5L L6   | P      |
| 14      | マイク・ホーソーン                        | オーウェン・レーシング・オーガニゼーション | マセラティ       | 250F     | マセラティ 250F1 2.5L L6   | P      |
| 16      | アルベルト・ウリア オスカル・ゴンザレス 2 | アルベルト・ウリア                         | マセラティ       | A6GCM    | マセラティ 250F1 2.5L L6   | P      |
| 18      | ロベール・マンヅォン 3                    | エキップ・ゴルディーニ                     | ゴルディーニ     | T16      | ゴルディーニ 23 2.5L L6    | E      |
| 20      | エリー・バイヨル 3                        | エキップ・ゴルディーニ                     | ゴルディーニ     | T32      | ゴルディーニ 25 2.5L L8    | E      |
| 30      | ファン・マヌエル・ファンジオ              | スクーデリア・フェラーリ                   | フェラーリ       | D50      | フェラーリ DS50 2.5L V8    | E      |
| 32      | エウジェニオ・カステロッティ              | スクーデリア・フェラーリ                   | フェラーリ       | D50      | フェラーリ DS50 2.5L V8    | E      |
| 34      | ルイジ・ムッソ                            | スクーデリア・フェラーリ                   | フェラーリ       | D50      | フェラーリ DS50 2.5L V8    | E      |
| 36      | ピーター・コリンズ                        | スクーデリア・フェラーリ                   | フェラーリ       | 555      | フェラーリ Tipo555 2.5L L4 | E      |
| 38      | オリビエ・ジャンドビアン                  | スクーデリア・フェラーリ                   | フェラーリ       | 555      | フェラーリ DS50 2.5L V8    | E      |
| ソース: |                                           |                                            |                  |          |                            |        |

追記
- ^1 - 交代要員としてエントリーしたが出走せず
- ^2 - 交代要員としてエントリー
- ^3 - エントリーしたが出走せず

## 結果

### 予選
| 順位    | No. | ドライバー                   | コンストラクター | タイム  | 差     |
| ------- | --- | ---------------------------- | ---------------- | ------- | ------ |
| 1       | 30  | ファン・マヌエル・ファンジオ | フェラーリ       | 1:42.5  | —      |
| 2       | 32  | エウジェニオ・カステロッティ | フェラーリ       | 1:44.7  | + 2.2  |
| 3       | 34  | ルイジ・ムッソ               | フェラーリ       | 1:44.7  | + 2.2  |
| 4       | 4   | ジャン・ベーラ               | マセラティ       | 1:45.1  | + 2.6  |
| 5       | 12  | ホセ・フロイラン・ゴンザレス | マセラティ       | 1:45.4  | + 2.9  |
| 6       | 6   | カルロス・メンディテギー     | マセラティ       | 1:45.6  | + 3.1  |
| 7       | 2   | スターリング・モス           | マセラティ       | 1:46.9  | + 4.4  |
| 8       | 14  | マイク・ホーソーン           | マセラティ       | 1:47.4  | + 4.9  |
| 9       | 36  | ピーター・コリンズ           | フェラーリ       | 1:47.7  | + 5.2  |
| 10      | 38  | オリビエ・ジャンドビアン     | フェラーリ       | 1:50.4  | + 7.9  |
| 11      | 10  | チコ・ランディ               | マセラティ       | 1:57.9  | + 15.4 |
| 12      | 8   | ルイジ・ピオッティ           | マセラティ       | 1:57.9  | + 15.4 |
| 13      | 16  | アルベルト・ウリア           | マセラティ       | No Time |        |
| ソース: |     |                              |                  |         |        |

### 決勝
| 順位    | No. | ドライバー                                  | コンストラクター | 周回数 | タイム/リタイア原因 | グリッド | ポイント |
| ------- | --- | ------------------------------------------- | ---------------- | ------ | ------------------- | -------- | -------- |
| 1       | 34  | ルイジ・ムッソ ファン・マヌエル・ファンジオ | フェラーリ       | 98     | 3:00:03.7           | 3        | 4 5 1    |
| 2       | 4   | ジャン・ベーラ                              | マセラティ       | 98     | +24.4               | 4        | 6        |
| 3       | 14  | マイク・ホーソーン                          | マセラティ       | 98     | +2 Laps             | 8        | 4        |
| 4       | 10  | チコ・ランディ ジェリーノ・ジェリーニ       | マセラティ       | 92     | +6 Laps             | 11       | 1.5      |
| 5       | 38  | オリビエ・ジャンドビアン                    | フェラーリ       | 91     | +7 Laps             | 10       | 2        |
| 6       | 16  | アルベルト・ウリア オスカル・ゴンザレス     | マセラティ       | 88     | +10 Laps            | 13       |          |
| Ret     | 2   | スターリング・モス                          | マセラティ       | 81     | エンジン            | 7        |          |
| Ret     | 36  | ピーター・コリンズ                          | フェラーリ       | 58     | アクシデント        | 9        |          |
| Ret     | 8   | ルイジ・ピオッティ                          | マセラティ       | 57     | アクシデント        | 12       |          |
| Ret     | 6   | カルロス・メンディテギー                    | マセラティ       | 42     | ハーフシャフト      | 6        |          |
| Ret     | 32  | エウジェニオ・カステロッティ                | フェラーリ       | 40     | ギアボックス        | 2        |          |
| Ret     | 12  | ホセ・フロイラン・ゴンザレス                | マセラティ       | 24     | エンジン            | 5        |          |
| Ret     | 30  | ファン・マヌエル・ファンジオ                | フェラーリ       | 22     | 燃料ポンプ          | 1        |          |
| ソース: |     |                                             |                  |        |                     |          |          |

追記
- ^1 – ファステストラップの1点を含む

## 注記
- 車両共有:
  - 34号車: ルイジ・ムッソ(30周)、ファン・マヌエル・ファンジオ(68周)。優勝したため、2人に4点が与えられた。
    - 車両共有したドライバーが優勝したのは1951年フランスGP（ファンジオとルイジ・ファジオーリ）以来2回目。

  - 10号車: チコ・ランディ(46周)、ジェリーノ・ジェリーニ(46周)。4位に入賞したため、2人に11⁄2点が与えられた。
  - 16号車: アルベルト・ウリア(44周)、オスカル・ゴンザレス(44周)
- F1デビュー戦: オリビエ・ジャンドビアン、ジェリーノ・ジェリーニ、オスカル・ゴンザレス（オスカル・ゴンザレスは当レースのみの出走）
- F1最終出走: チコ・ランディ、アルベルト・ウリア
- F1初優勝: ルイジ・ムッソ
- F1初入賞: チコ・ランディ、ジェリーノ・ジェリーニ(ともに4位)、(オリビエ・ジャンドビアン(5位)

## 第1戦終了時点のランキング
ドライバーズ・チャンピオンシップ
| 順位 | ドライバー                   | ポイント |
| ---- | ---------------------------- | -------- |
| 1    | ジャン・ベーラ               | 6        |
| 2    | ファン・マヌエル・ファンジオ | 5        |
| 3    | ルイジ・ムッソ               | 4        |
| 4    | マイク・ホーソーン           | 4        |
| 5    | オリビエ・ジャンドビアン     | 2        |

- 注:  トップ5のみ表示。ベスト5戦のみがカウントされる。